# Antillen

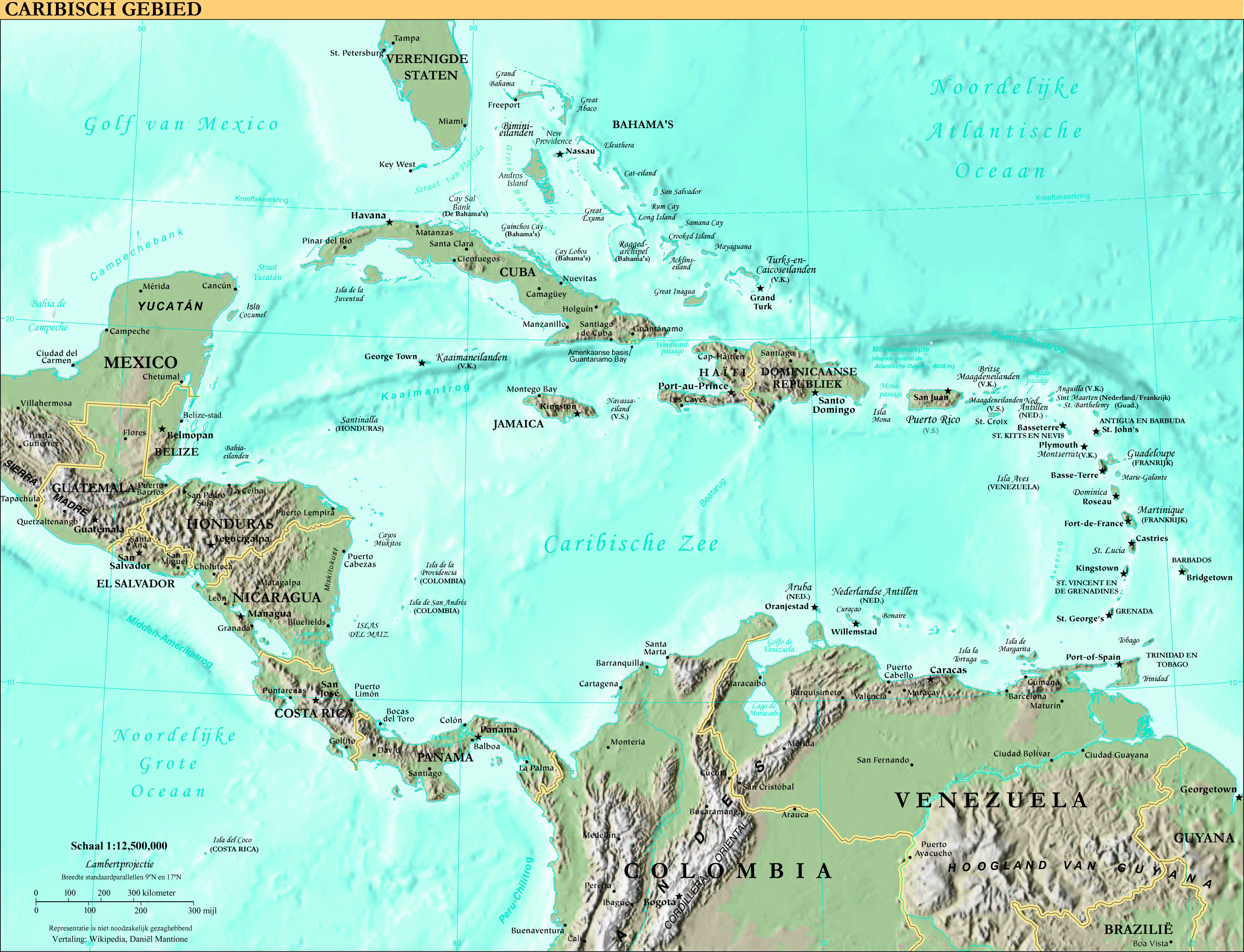
De Antillen in het Caribisch gebied

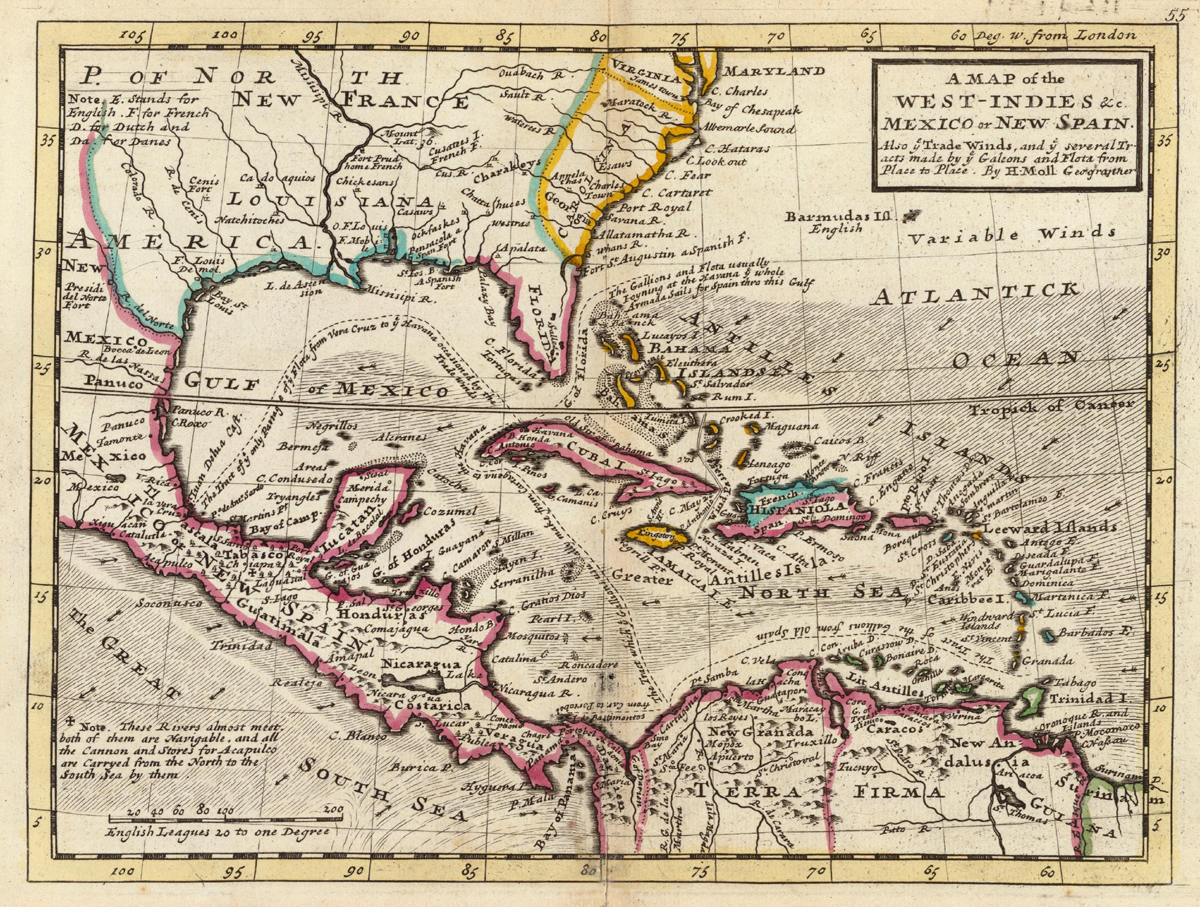
Kaart uit 1736

De Antillen zijn een eilandengroep in de Caraïbische Zee.
Alle eilanden in het Caraïbisch Gebied worden tot de Antillen gerekend, met uitzondering van de archipel van de Bahama's, waartoe ook de Turks- en Caicoseilanden behoren.
De eilanden krullen zuidwaarts vanaf de punt van Florida naar het noordwesten van Venezuela. De Antillen worden onderverdeeld in Grote Antillen en Kleine Antillen. De Kleine Antillen worden op hun beurt onderverdeeld in Bovenwindse Eilanden en Benedenwindse Eilanden. Verwarrend hierbij is dat in het Nederlands de zogeheten SSS-eilanden als Bovenwindse Eilanden worden beschouwd, terwijl in het Engels deze eilanden tot de Leeward Islands (letterlijk vertaald "Benedenwindse Eilanden") worden gerekend.
Er zijn ten minste 7000 grote en kleine eilanden en riffen in het gebied. Meer in detail zijn de eilanden onderverdeeld in 25 delen waarvan sommige onafhankelijke staten, en andere afhankelijke gebieden zijn.
Veel eilanden werden aanvankelijk gekoloniseerd door Spanje. Later werden sommige eilanden veroverd door andere Europese naties. Op een bepaald moment was het grootste deel van de eilanden, die voordien Britse kolonies waren, verenigd in de West-Indische Federatie (die echter niet lang stand hield). In 2020 zijn de meeste eilanden onafhankelijk.

## Geschiedenis
Aangenomen wordt dat de Grote Antillen zijn bevolkt door Arowakken vanuit Belize, terwijl de Kleine Antillen zijn bevolkt door Arowakken vanuit Venezuela. Aan het eind van de 15e eeuw werd het gebied bezocht door Spaanse ontdekkingsreizigers als Christoffel Columbus en Alonso de Ojeda. Veel eilanden werden aanvankelijk ingenomen door Spanje. Later werden sommige eilanden veroverd door Frankrijk, andere door Nederland, en weer andere door het Verenigd Koninkrijk.
De volgende eilanden waren op een bepaald moment kolonies van Europese naties, waarvan sommige nog steeds deel uitmaken van een Europese staat:
- Brits-West-Indië : Anguilla, Antigua en Barbuda, Bahama's, Barbados, Britse Maagdeneilanden, Kaaimaneilanden, Dominica, Grenada, Jamaica, Montserrat, Saint Kitts en Nevis, Saint Lucia, Saint Vincent en de Grenadines en Trinidad en Tobago
- Deens-West-Indië : de huidige Amerikaanse Maagdeneilanden
- Nederlands-West-Indië : het huidige Aruba, Curaçao, het zuidelijke deel van Sint Maarten en de Nederlandse BES-eilanden
- Frans-West-Indië : Guadeloupe, Martinique en het noordelijke deel van Sint Maarten
- Spanje : Cuba (onderdeel van het huidige Cuba), Hispaniola (de huidige Dominicaanse Republiek en Haïti), Puerto Rico

## Economie
De handelsorganisatie in de Caraïben is de Caricom.

## Eilanden

### Grote Antillen
- Cuba
- Hispaniola
- Jamaica
- Puerto Rico

### Kleine Antillen
- Bovenwindse Eilanden - Windward Islands
  - De Maagdeneilanden
    - Amerikaanse Maagdeneilanden
    - Britse Maagdeneilanden

  - Anguilla
  - SSS-eilanden
    - Sint Maarten (het eiland, bestaande uit het land Sint Maarten en het land Collectivité de Saint-Martin)
    - Saba
    - Sint Eustatius

  - Saint-Barthélemy
  - Antigua en Barbuda
    - Antigua
    - Barbuda

  - Saint Kitts en Nevis
    - Saint Kitts
    - Nevis

  - Montserrat
  - Guadeloupe
  - Dominica
  - Martinique
  - Saint Lucia
  - Barbados
  - Saint Vincent en de Grenadines
    - Saint Vincent
    - Grenadines

  - Grenada
  - Trinidad en Tobago
    - Trinidad
    - Tobago
- Benedenwindse Eilanden - Leeward Antilles:
  - ABC-eilanden
    - Aruba
    - Bonaire
    - Curaçao